# Stjepan Geng
Stjepan Geng (Pitomača, Virovitica, 2. ožujka 1993.) je hrvatski nogometaš koji trenutačno igra u njemačkom FC 08 Villingenu. Igra na poziciji obrambenog igrača. Nastupao je za hrvatske mlade reprezentacije. 

## Vanjske poveznice
- Sportnet  Arhivirana inačica izvorne stranice od 25. prosinca 2013. (Wayback Machine)
- Nogometni magazin
- Profil, Hrvatski nogometni savez